# John Hall (politico 1948)
John Joseph Hall (Baltimora, 23 luglio 1948) è un politico statunitense, membro della Camera dei Rappresentanti per lo stato di New York dal 2007 al 2011.

## Biografia
Nato a Baltimora, Hall studiò all'Università di Notre Dame e successivamente ebbe successo come cantautore, fondando negli anni settanta il complesso musicale Orleans.
Entrato in politica con il Partito Democratico, nel 2006 si candidò alla Camera dei Rappresentanti contro la deputata repubblicana Sue Kelly e riuscì a sconfiggerla di misura.
Nel 2008 ottenne un secondo mandato dagli elettori, ma nel 2010 fu sconfitto dalla repubblicana Nan Hayworth e lasciò il Congresso dopo quattro anni di permanenza.
Nonostante rappresentasse un distretto congressuale conservatore, Hall si configurava come un deputato progressista ed era membro del Congressional Progressive Caucus.